# Fred til lands
Fred til lands er en dansk tv-serie fra DR. Fred til lands havde premiere den 6. oktober 2019.

## Plot
Serien foregår i den lille by, Ebberup, hvor drengen Aksel dør, efter at være blevet kørt ned af den jævnaldrende Mike, den lokale psykopat. Fem mennesker går sammen og planlægger det perfekte mord på Mike, for at indse, at når du først spiller Gud, er det let at ende som Djævelen.

## Produktion
Serien er primært optaget i Assens Kommune på Fyn. Serien er produceret af produktionsselskabet MOTOR i samarbejde med DR.
FilmFyn har investeret 5 millioner kroner i serien.

## Medvirkende
| Skuespiller            | Rolle  |
| ---------------------- | ------ |
| Claus Riis Østergaard  | Peter  |
| Anders Juul            | Martin |
| Lene Maria Christensen | Bibi   |
| Morten Hee Andersen    | Mike   |
| Dar Salim              | Milad  |
| Marijana Jankovic      | Anna   |
| Mads Rømer             | John   |
| Jesper Riefensthal     | Tom    |
| Sylvester Byder        | Kasper |
| Frieda Krøgholt        | Mia    |
| Genie Argiris          | Liv    |

## Priser
Serien har vundet en Reflet d’Or-pris i kategorien "Bedste tv-serie" ved filmfestivalen i Geneve i Schweiz.